# Innocente Meroi
Innocente Meroi (Udine, 16 gennaio 1937 – Arezzo, 14 settembre 2006) è stato un calciatore italiano, di ruolo attaccante.

## Carriera
Giocò in Serie A con Sampdoria ed Udinese, poi divenne una "bandiera" dell'Arezzo in serie B e C. Con oltre sessanta reti all'attivo è tutt'oggi uno dei marcatori più importanti nella storia del club amaranto. Insieme al fratello Roberto, affermato giornalista e storico, nel 2005 hanno pubblicato il volume umoristico dal titolo “Il fumo uccide…gli altri”.

## Palmarès

### Club

#### Competizioni nazionali
- Serie C: 1

Arezzo: 1965-1966

### Individuale
- Capocannoniere Serie C: 1

Arezzo: 1961-1962 (25 gol)